# Bahnhof Shingū
Der Bahnhof Shingū (jap. 新宮駅 Shingū-eki) ist ein Bahnhof auf der japanischen Insel Honshū. Er wird gemeinsam von den Bahngesellschaften JR Central und JR West betrieben und befindet sich in der Präfektur Wakayama auf dem Gebiet der Stadt Shingū, an der Südostseite der Kii-Halbinsel.

## Verbindungen
Shingū ist ein Zwischenbahnhof an der Kisei-Hauptlinie, die rund um die Kii-Halbinsel herum verläuft. Die östliche, von Kameyama nach Shingū führende Sektion wird von JR Central betrieben, während die westliche Sektion zwischen Shingū und Wakayama zu JR West gehört. Täglich halten hier vier Zugpaare des Limited Express Nanki, der vor allem auf den touristischen Verkehr ausgerichtet und deshalb mit Panoramawagen ausgestattet ist. Dieser Schnellzug verkehrt von Nagoya über Yokkaichi, Tsu und Shingū nach Kii-Katsuura im Süden der Halbinsel. Siebenmal täglich verkehrt der Limited Express Kuroshio ab Shingū über Kii-Tanabe, den Bahnhof Wakayama und Shin-Osaka nach Kyōto.
Nahverkehrszüge von JR Central fahren ungefähr alle bis zwei Stunden nach Taki, solche von JR West alle ein bis drei Stunden nach Kii-Tanabe. Auf dem Bahnhofsvorplatz befindet sich ein zweigeschossiger Busterminal. Von dort aus fahren ein halbes Dutzend Linien der Gesellschaft Kumano Gobō Nankai Bus, ebenso halten hier mehrere Fernbuslinien verschiedener Anbieter.

## Anlage
Der Bahnhof steht im zentralen Stadtteil Jofuku, nahe dem Rathaus. Zu den Sehenswürdigkeiten in der Nähe gehören der Jofuku-Park, die im frühen 17. Jahrhundert erbaute Burg Shingū, das Nishimura-Museum und der Schrein Kumano Hayatama-Taisha. Die ebenerdige Anlage ist von Nordwesten nach Südosten ausgerichtet und umfasst neun Gleise, von denen drei dem Personenverkehr dienen. Diese liegen einerseits am Hausbahnsteig, andererseits an einem etwas nach Südosten hin versetzten Mittelbahnsteig, die beide überdacht sind. Letzterer ist durch einen Personentunnel mit dem Empfangsgebäude an der Ostseite verbunden. Shingū ist ein Systemwechselbahnhof: Der nordwärts führende Teil der Kisei-Halbinsel ist mit 1500 V Gleichstrom elektrifiziert, auf dem südwärts führenden Teil verkehren ausschließlich Dieseltriebwagen. Die Eigentumsgrenze befindet sich nicht im Bahnhof selbst, sondern etwas nördlich davon beim Nordportal des Tankaku-Tunnels bzw. am südlichen Brückenkopf der Kumano-Brücke. Südöstlich des Bahnhofs befindet sich eine sechsgleisige Abstellanlage.
Im Fiskaljahr 2019 nutzten täglich durchschnittlich 920 Fahrgäste den Bahnhof.

## Bilder

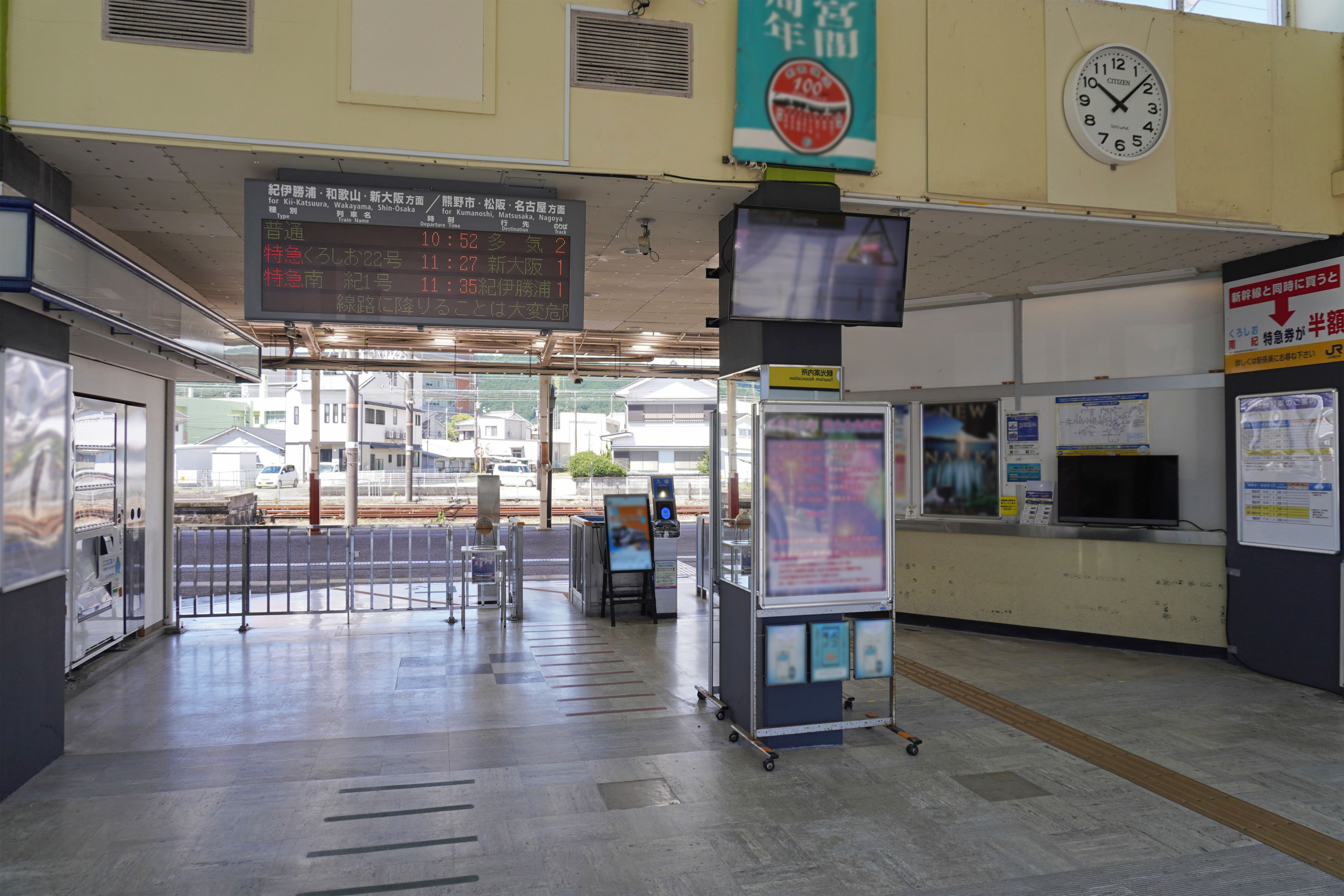
Schalterhalle
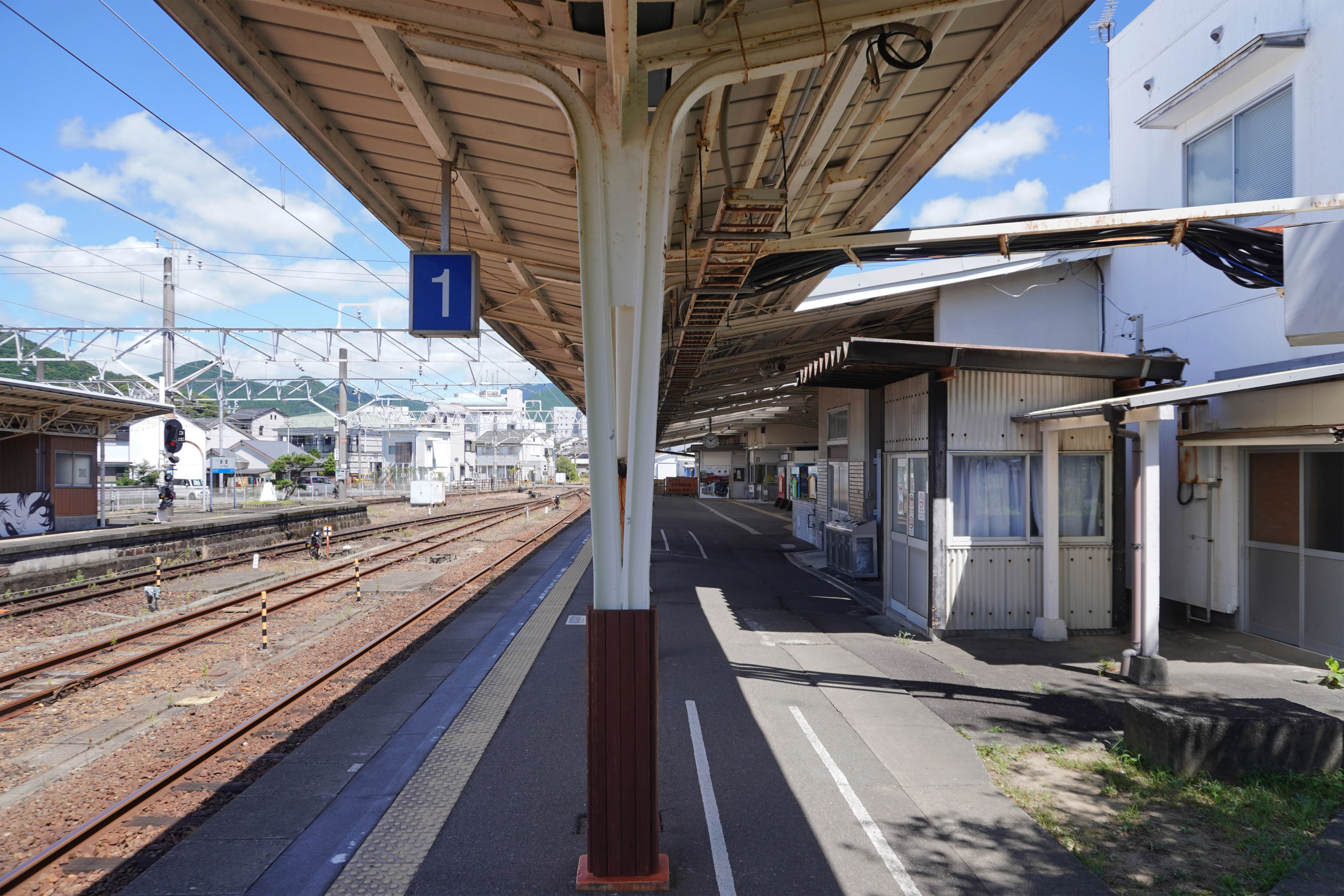
Hausbahnsteig (Gleis 1)
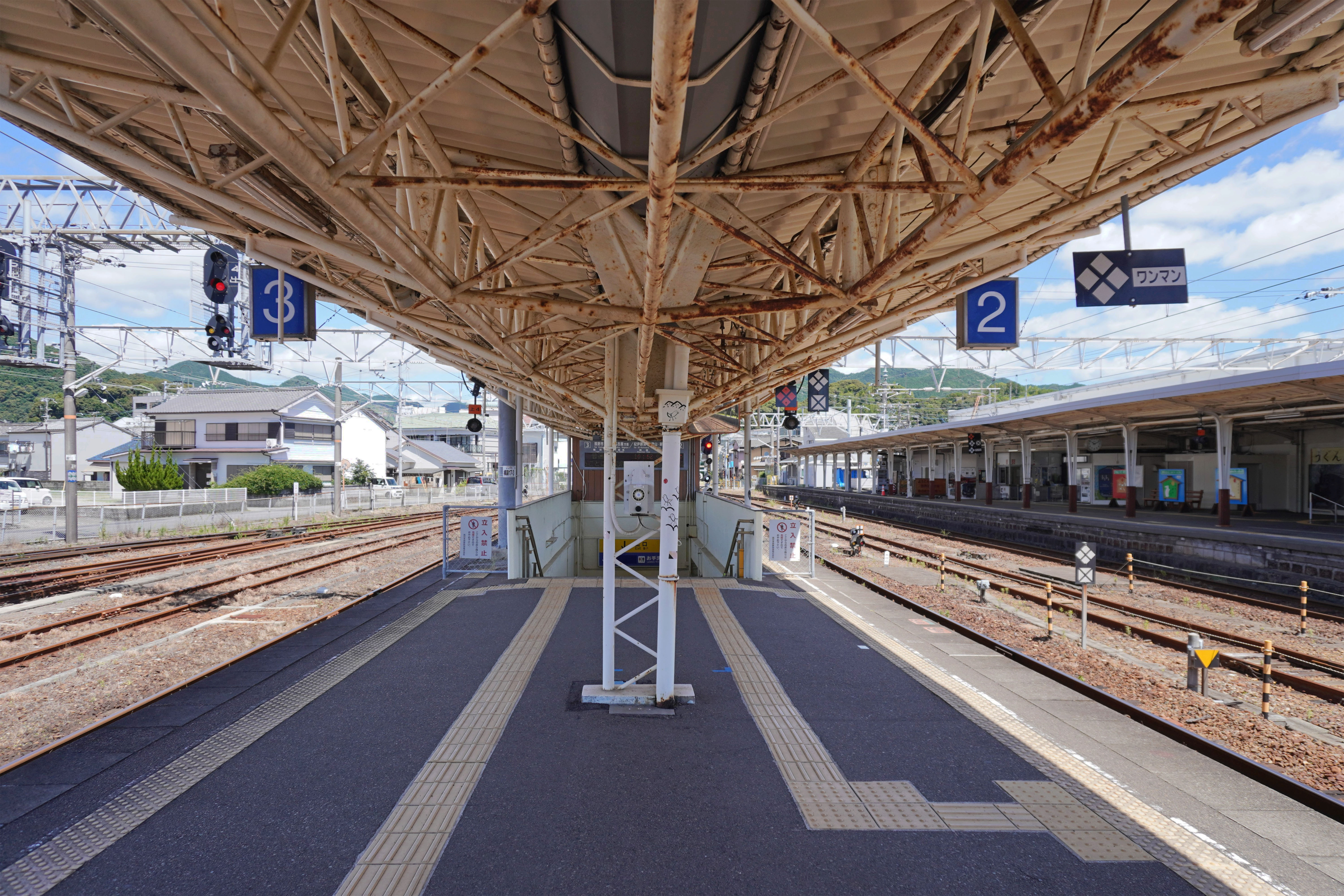
Mittelbahnsteig (Gleise 2/3)
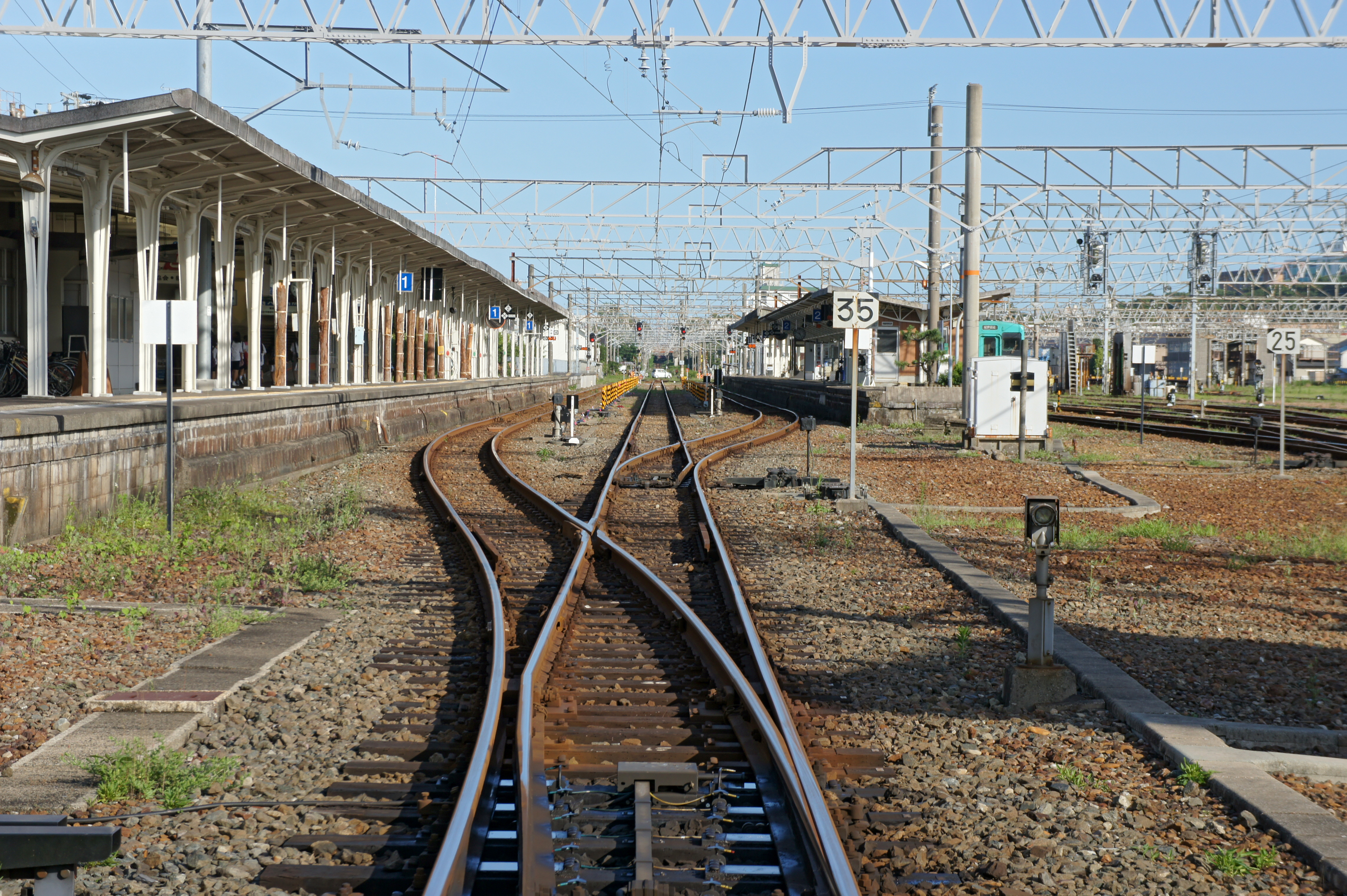
Gleisanlage
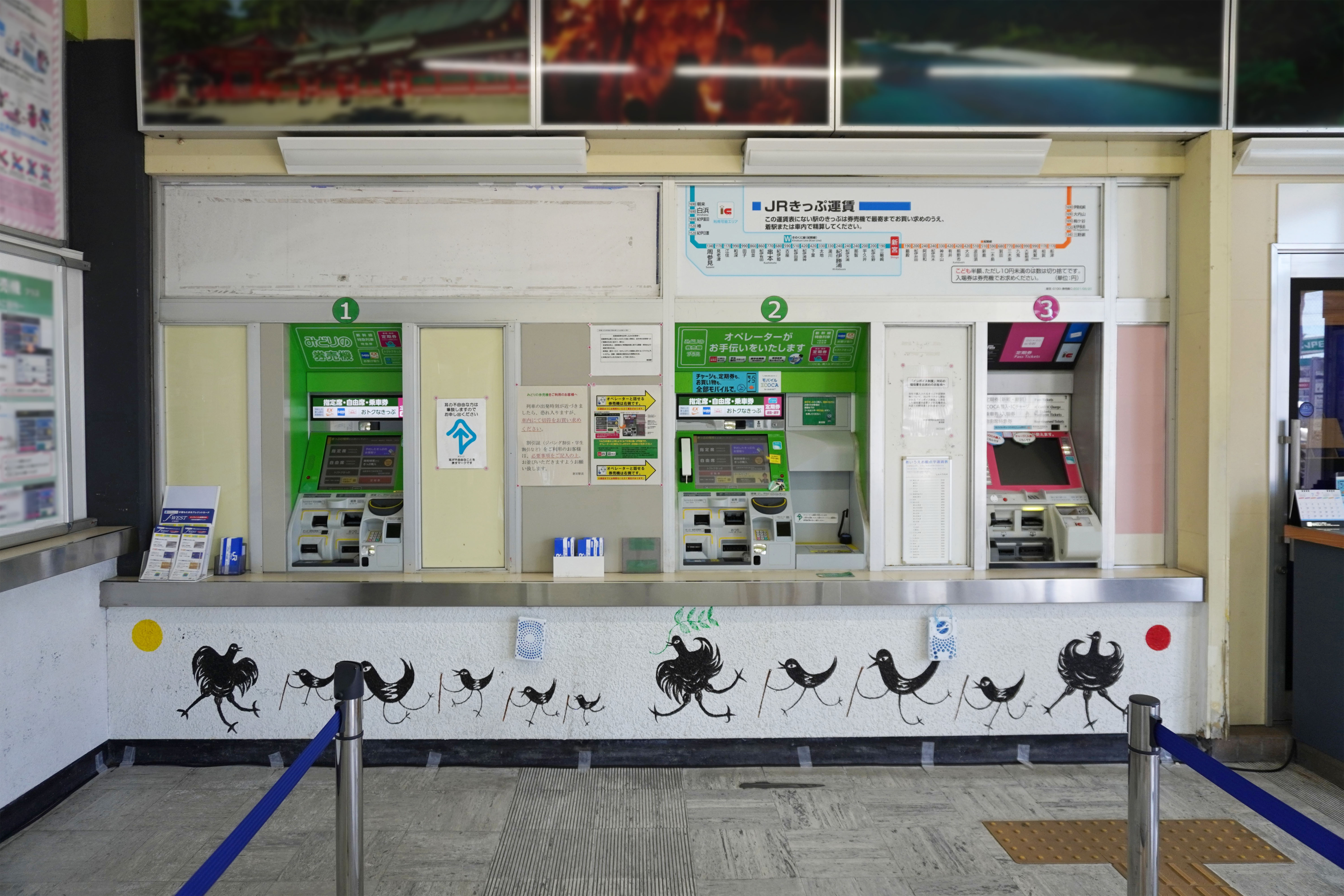
Fahrkartenautomat (Juli 2023)

## Gleise
| 1/2 | ▉ Kisei-Hauptlinie | Kii-Katsuura • Kii-Tanabe • Wakayama • Shin-Osaka |
| 2/3 | ▉ Kisei-Hauptlinie | Kumanoshi • Kameyama • Nagoya                     |

## Linien
| Verlauf der Kisei-Hauptlinie |
| --- |
| Kameyama • Shimonoshō • Ishinden • Tsu • Akogi • Takachaya • Rokken • Matsusaka • Tokuwa • Taki • Ōka • Sana • Tochihara • Kawazoe • Misedani • Takihara • Aso • Ise-Kashiwazaki • Ōuchiyama • Umegadani • Kii-Nagashima • Minose • Funatsu • Aiga • Owase • Ōsoneura • Kuki • Mikisato • Kata • Nigishima • Atashika • Hadasu • Ōdomari • Kumanoshi • Arii • Kōshiyama • Kii-Ichigi • Atawa • Kii-Ida • Udono • Shingū • Miwasaki • Kii-Sano • Ukui • Nachi • Kii-Temma • Kii-Katsuura • Yukawa • Taiji • Shimosato • Kii-Uragami • Kii-Tahara • Koza • Kii-Hime • Kushimoto • Kii-Arita • Tanami • Tako • Wabuka • Esumi • Mirozu • Susami • Kii-Hiki • Tsubaki • Kii-Tonda • Shirahama • Asso • Kii-Shinjō • Kii-Tanabe • Haya • Minabe • Iwashiro • Kirime • Inami • Inahara • Wasa • Dōjōji • Gobō • Kii-Uchihara • Kii-Yura • Hirokawa Beach • Yuasa • Fujinami • Kii-Miyahara • Minoshima • Hatsushima • Shimotsu • Kamogō • Shimizuura • Kainan • Kuroe • Kimiidera • Miyamae • Wakayama • Kiwa • Wakayamashi |

## Geschichte

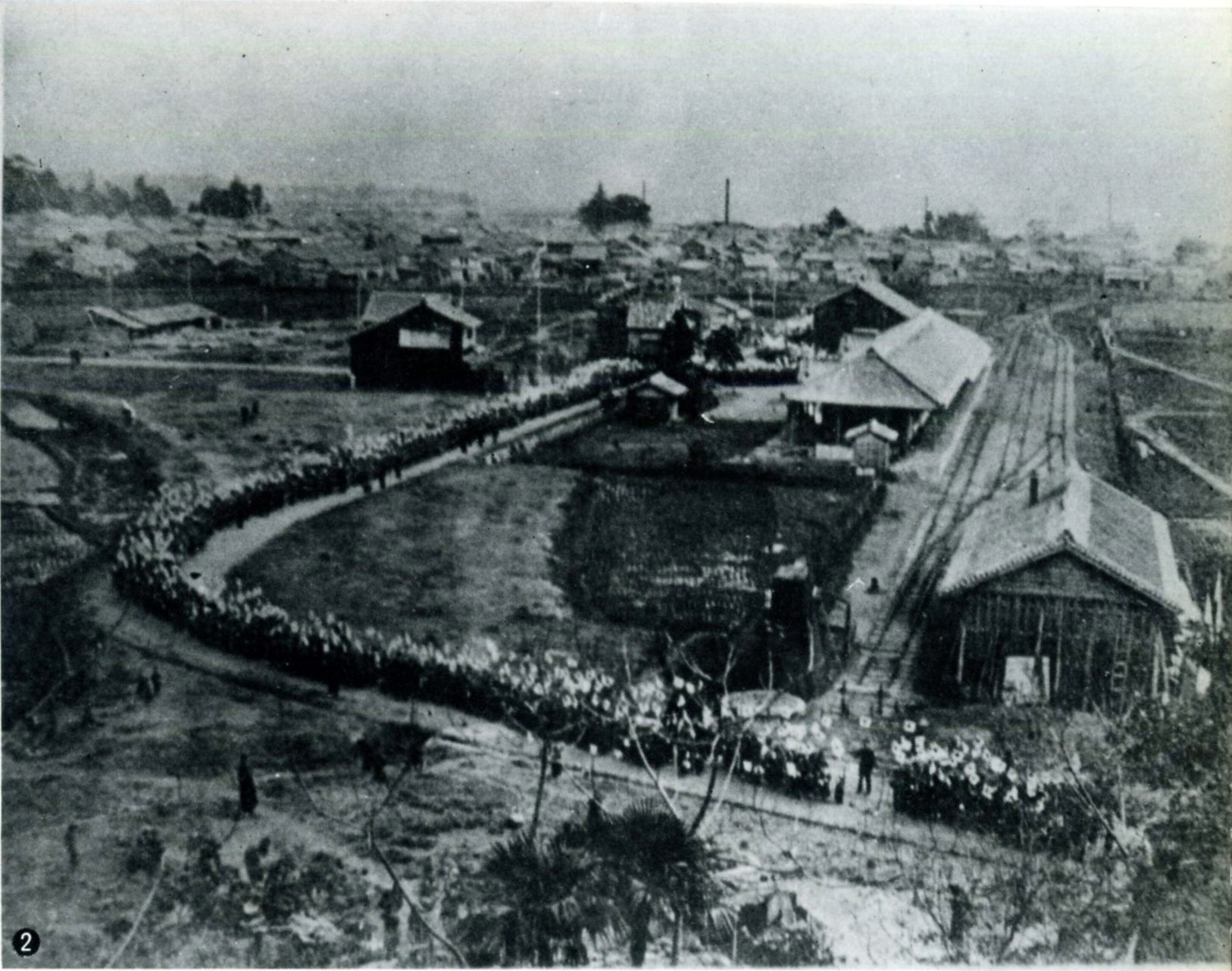
Eröffnung des Bahnhofs (1913)

Der Bau der Kisei-Hauptlinie hatte 1891 am östlichen und 1903 am westlichen Ende begonnen, doch der Baufortschritt war sehr langsam. Die Region besaß damals eine florierende Holzwirtschaft und Baumstämme wurden mittels Flößerei auf dem Fluss Kumano nach Shingū befördert, um dort auf Segelschiffe nach Tokio oder Osaka verladen zu werden. Aufgrund größerer Sandbänke konnte der Hafen aber nicht weiter ausgebaut werden. Geschäftsleute aus Shingū und Umgebung gründeten deshalb die Bahngesellschaft Shingū Tetsudō, die danach strebte, eine Bahnverbindung zwischen der Kumano-Mündung und dem weiter südlich gelegenen Küstenstädtchen Katsuura zu bauen, wo genügend Platz für neue Hafenanlagen vorhanden war. Sie eröffnete am 4. Dezember 1912 die entlang der Pazifikküste verlaufende Strecke von Kii-Katsuura nach Miwasaki und verlängerte diese am 1. März 1913 nach Shingū. Damit bestand über drei Jahrzehnte lang ein vom übrigen japanischen Schienennetz völlig getrennter Inselbetrieb.
Die Situation änderte sich am 1. Juli 1934, als die Shingū Tetsudō verstaatlicht wurde und das Eisenbahnministerium den bisher schleppend verlaufenden Streckenbau wieder vorantrieb. Ab 11. Dezember 1936 bestand eine durchgehende Verbindung in westlicher Richtung über Kii-Tanabe bis Wakayama. Um den noch ausstehenden Weiterbau in nördlicher Richtung zu ermöglichen, musste der Bahnhof Shingū an seinen heutigen Standort verschoben werden. Es entstand eine neue Streckenführung, die am 20. Mai 1938 mitsamt neuem Bahnhof in Betrieb ging, während ein Teil der alten Trasse zum südlich angrenzenden Bahnhof Kumanoji dem Güterverkehr vorbehalten blieb. Am 8. August 1940 verlängerte das Eisenbahnministerium die Bahnstrecke von Shingū nach Kumanoshi.
Im Gepäckraum brach am 21. Januar 1951 ein Brand aus, der das hölzerne Empfangsgebäude zerstörte. Die Japanische Staatsbahn begann im März 1952 mit dem Wiederaufbau und nahm den nun aus Stahlbeton bestehenden Neubau am 12. Dezember 1952 in Betrieb. 1959 war die Kisei-Hauptlinie vollendet. Aus Rationalisierungsgründen legte die Staatsbahn die Güterzweigstrecke nach Kumanoji am 15. November 1982 still und am 1. November 1986 stellte sie den Güterumschlag ein. Im Rahmen der Staatsbahnprivatisierung ging der Bahnhof am 1. April 1987 in den gemeinsamen Besitz der neuen Gesellschaften JR Central und JR West über.